# サトウ食品新潟アルビレックスランニングクラブ
サトウ食品新潟アルビレックスRC（サトウしょくひんにいがたアルビレックスランニングクラブ、英：Sato foods Niigata Albirx Running Club）は、新潟県新潟市を拠点とする陸上競技のクラブチームである。2005年に新潟アルビレックスランニングクラブとして発足し、同時に日本で初めて陸上競技クラブの運営会社として「株式会社新潟アルビレックスランニングクラブ」も設立された。企業スポーツが主流の日本陸上界では珍しい地域密着型の運営方式を用いて地元の複数企業や個人から支援を受けている。北陸実業団陸上競技連盟に加盟。
他競技クラブではアルビレックス新潟・新潟アルビレックスBB・新潟アルビレックスBBラビッツ・新潟アルビレックスBC・チームアルビレックス新潟・アルビレックスチアリーダーズ・アルビレックスRTがある。

## 概要
クラブチームではジュニアから大人、トップ選手まで約800名のクラブ員が存在し、トップアスリートの育成、ジュニアスポーツの普及、地域の健康づくりなど地域の元気と健康に寄与するべくそれぞれのカテゴリーに合った活動に参加したり一緒に活動を行う。またクラブの支援を目的とするクラブ員と企業も存在する。
クラブのシンボルアスリートにはアジア大会400mHで2大会連続でメダルを獲得し、北京オリンピック女子400mHで準決勝進出を果たした久保倉里美、2010年の千葉国体男子走幅跳で準優勝の新村守、男子短距離の長谷川充、矢野秀樹など国内トップレベルの選手が在籍、全日本実業団女子駅伝に出場した女子駅伝チームもクラブに所属する。これらの選手は同時に運営会社の実業団選手として活動を行っている。2016・24年には全日本実業団対抗陸上競技選手権大会で団体総合優勝を果たした。
また、県内の小学生、中学生、一般競技者もクラブチーム登録で競技会に参加している。
2018年4月現在、新潟市・小千谷市・県央・県北の4地区で6校（新潟市では新潟校、新潟南校、新潟中央校3校開催）の小・中学生対象ジュニア陸上スクールを開校。毎年、全国大会に出場者を輩出している。
一般向けにはランニングクリニック、ウォーキングクリニック、健康づくり教室なども開催。
2024年4月より新潟市に本社を置くサトウ食品と命名権契約を結びサトウ食品新潟アルビレックスRCに改称した。

## 所属選手

### 男子
| 氏名           | 生年月日 (年齢)      | 種目       | 自己ベスト                          | 出身地       | 備考             |
| 松澤ジアン成治 | 1992年1月6日（33歳） | 棒高跳     | 5m60                                | 長野県出身   | 新潟県記録保持者 |
| 長谷川直人     | 1996年11月15日(26歳) | 走高跳     | 2m26                                | 新潟県出身   | 新潟県記録保持者 |
| 横堀正孝       | 1997年9月25日 (25歳) | やり投     | 76m76                               | 和歌山県出身 | 新潟県記録保持者 |
| 中川達斗       | 1998年10月18日(24歳) | ハンマー投 | 71m39                               | 兵庫県出身   | 新潟県記録保持者 |
| 岩崎崇文       | 1997年12月8日(25歳)  | 400mH      | 49秒64                              | 福島県出身   | 新潟県記録保持者 |
| 佐藤征平       | 1992年5月21日(31歳)  | 砲丸投     | 18m20                               | 岩手県出身   | 新潟県記録保持者 |
| 時本秀彦       | 1997年10月23日(25歳) | 400mH      | 50秒32                              | 神奈川県出身 |                  |
| 平野翔大       | 2001年3月28日(22歳)  | 短距離     | 100m 10秒25(+0.6) 200m 21秒02(+1.3) | 熊本県出身   |                  |

### 女子
| 氏名       | 生年月日 (年齢)       | 種目   | 自己ベスト                              | 出身地     | 備考                                      |
| 郡菜々佳   | 1997年5月2日（27歳）  | 円盤投 | 60m72                                   | 大阪府出身 | 日本記録保持者                            |
| 郡菜々佳   | 1997年5月2日（27歳）  | 砲丸投 | 16m57                                   | 大阪府出身 |                                           |
| 敷本愛     | 1983年8月21日（41歳） | 円盤投 | 53m48                                   | 広島県出身 | 新潟県記録保持者（50m98）                 |
| 青島綾子   | 1990年9月28日（34歳） | 棒高跳 | 4m10                                    | 静岡県出身 | 新潟県記録保持者                          |
| 右代織江   | 1990年8月24日（34歳） | やり投 | 56m57                                   | 北海道出身 | 新潟県記録保持者                          |
| 沖田真理子 | 1992年9月10日（32歳） | 中距離 | 800m / 2分06秒71                        | 北海道出身 |                                           |
| 前山美優   | 1996年2月21日（29歳） | 短距離 | 100m/11秒51（+2.0） 200m/23秒80（-0.2） | 新潟県出身 | 新潟県記録保持者                          |
| 久保倉里美 | 1982年4月27日（42歳） | 400mH  | 55秒34                                  | 北海道出身 | 日本記録保持者 ※2017年4月ヘッドコーチ就任 |

## 過去の主な選手
- 新村守
- 早川恭平
- 栗城アンソニー・タイレル
- 久保倉里美
- 目黒真奈美
- 太田暁音
- 渡部絵理
- 尾西未帆
- 植松若那
- 沖田真理子
- 青島綾子
- 前山美優
- 右代織江